# افسانه کورا (فصل ۱)
کتاب یکم: باد (به انگلیسی: Book One: Air) اولین فصل افسانه کورا مجموعه تلویزیونی انیمیشنی آمریکایی است که توسط مایکل دانته دی‌مارتینو و برایان کونیتزکو ساخته شده است. این بخش شامل دوازده قسمت (به نام «فصل»)، در ابتدا قرار بود یک سریال کوتاه مؤخره مستقل برای آواتار: آخرین بادافزار باشد قبل از آنکه سریال به چهار فصل («کتاب»)، پنجاه و دو قسمت («فصل») گسترش یابد. کتاب اول: باد از ۱۴ آوریل تا ۲۳ ژوئن ۲۰۱۲ از شبکه نیکلودئون در ایالات متحده پخش می‌شد و از ژوئن ۲۰۱۲ در سایر کشورها پخش شد.

## قسمت‌ها
| شم. کلی | شم. در فصل | عنوان                    | پویانمایی‌شده توسط | کارگردان                         | نویسنده                                 | تاریخ انتشار اصلی | کد تولید | آمریکا تعداد بیننده (میلیون) |
| ------- | ---------- | ------------------------ | ----------------- | -------------------------------- | --------------------------------------- | ----------------- | -------- | ---------------------------- |
| ۱       | ۱          | «به شهر جمهوری خوش‌آمدید» | استودیو میر       | Joaquim Dos Santos و Ki Hyun Ryu | مایکل دانته دی‌مارتینو و برایان کونیتزکو | ۱۴ آوریل ۲۰۱۲     | ۱۰۱      | ۴٫۵۵                         |
| ۲       | ۲          | «برگی در باد»            | استودیو میر       | Joaquim Dos Santos و Ki Hyun Ryu | مایکل دانته دی‌مارتینو و برایان کونیتزکو | ۱۴ آوریل ۲۰۱۲     | ۱۰۲      | ۴٫۵۵                         |
| ۳       | ۳          | «آشکارسازی»              | استودیو میر       | Joaquim Dos Santos و Ki Hyun Ryu | مایکل دانته دی‌مارتینو و برایان کونیتزکو | ۲۱ آوریل ۲۰۱۲     | ۱۰۳      | ۳٫۵۵                         |
| ۴       | ۴          | «ندایی در تاریکی»        | استودیو میر       | Joaquim Dos Santos و Ki Hyun Ryu | مایکل دانته دی‌مارتینو و برایان کونیتزکو | ۲۸ آوریل ۲۰۱۲     | ۱۰۴      | ۴٫۰۸                         |
| ۵       | ۵          | «روح رقابت»              | استودیو میر       | Joaquim Dos Santos و Ki Hyun Ryu | مایکل دانته دی‌مارتینو و برایان کونیتزکو | ۵ مه ۲۰۱۲         | ۱۰۵      | ۳٫۷۸                         |
| ۶       | ۶          | «و برنده کسی نیست جز...» | استودیو میر       | Joaquim Dos Santos و Ki Hyun Ryu | مایکل دانته دی‌مارتینو و برایان کونیتزکو | ۱۲ مه ۲۰۱۲        | ۱۰۶      | ۳٫۸۸                         |
| ۷       | ۷          | «عواقب»                  | استودیو میر       | Joaquim Dos Santos و Ki Hyun Ryu | مایکل دانته دی‌مارتینو و برایان کونیتزکو | ۱۹ مه ۲۰۱۲        | ۱۰۷      | ۳٫۴۵                         |
| ۸       | ۸          | «وقتی جان‌ها به لب می‌رسد» | استودیو میر       | Joaquim Dos Santos و Ki Hyun Ryu | مایکل دانته دی‌مارتینو و برایان کونیتزکو | ۲ ژوئن ۲۰۱۲       | ۱۰۸      | ۲٫۹۸                         |
| ۹       | ۹          | «در دل گذشته»            | استودیو میر       | Joaquim Dos Santos و Ki Hyun Ryu | مایکل دانته دی‌مارتینو و برایان کونیتزکو | ۹ ژوئن ۲۰۱۲       | ۱۰۹      | ۳٫۵۸                         |
| ۱۰      | ۱۰         | «ورق برمی‌گردد»           | استودیو میر       | Joaquim Dos Santos و Ki Hyun Ryu | مایکل دانته دی‌مارتینو و برایان کونیتزکو | ۱۶ ژوئن ۲۰۱۲      | ۱۱۰      | ۳٫۵۴                         |
| ۱۱      | ۱۱         | «مخفی‌کاری»               | استودیو میر       | Joaquim Dos Santos و Ki Hyun Ryu | مایکل دانته دی‌مارتینو و برایان کونیتزکو | ۲۳ ژوئن ۲۰۱۲      | ۱۱۱      | ۳٫۶۸                         |
| ۱۲      | ۱۲         | «پایان بازی»             | استودیو میر       | Joaquim Dos Santos و Ki Hyun Ryu | مایکل دانته دی‌مارتینو و برایان کونیتزکو | ۲۳ ژوئن ۲۰۱۲      | ۱۱۲      | ۳٫۶۸                         |